# Хробри (дъб)
Хро̀бри (на полски: Dąb Chrobry) е сред най-старите дъбове в Полша.
От 24 март 1967 г. е защитен като природна забележителност. Расте в близост до природен резерват „Шпротавска Бучина“, при село Пьотровице.

## Възраст и размер
Дървото е на около 720 години, с височина 28 m, размахът на короната е приблизително 16 m.
Има силна корона и дебели клони с буйна зеленина. Стволът на дървото и някои от клоновете са кухи.